# Automolius tridentifrons
Automolius tridentifrons är en skalbaggsart som beskrevs av Lea 1917. Automolius tridentifrons ingår i släktet Automolius och familjen Melolonthidae. Inga underarter finns listade.